# Gaiadendron
Gaiadendron är ett släkte av tvåhjärtbladiga växter. Gaiadendron ingår i familjen Loranthaceae.
Kladogram enligt Catalogue of Life:
| Gaiadendron | \| \| Gaiadendron macranthum \| \| \| \| \| \| Gaiadendron punctatum \| \| \| \| |
|             | \| \| Gaiadendron macranthum \| \| \| \| \| \| Gaiadendron punctatum \| \| \| \| |
|             | Gaiadendron macranthum                                                           |
|             |                                                                                  |
|             | Gaiadendron punctatum                                                            |
|             |                                                                                  |